# Rozsdás remetekolibri
A rozsdás remetekolibri (Glaucis aeneus) a madarak osztályának sarlósfecske-alakúak (Apodiformes) rendjébe és a kolibrifélék (Trochilidae) családjába tartozó faj.

## Rendszerezése
A fajt George Newbold Lawrence amerikai amatőr ornitológus írta le 1868-ban.

## Előfordulása
Costa Rica, Honduras, Nicaragua, Panama, Ecuador és Kolumbia területén honos. Természetes élőhelyei a szubtrópusi és trópusi síkvidéki esőerdők és cserjések, valamint másodlagos erdők. Állandó, nem vonuló faj.

## Megjelenése
Testhossza 10 centiméter.

## Életmódja
Nektárral és kisebb ízeltlábúakkal táplálkozik.

## Természetvédelmi helyzete
Az elterjedési területe nagyon nagy, egyedszáma pedig ismeretlen. A Természetvédelmi Világszövetség Vörös listáján nem fenyegetett fajként szerepel.